# Margaret Kennedy
Margaret Kennedy (23 d'abril de 1896 – 31 de juliol de 1967) va ser una novel·lista, dramaturga i guionista anglesa.
Apart d'escriure un bon nombre de novel·les, va treballar també escrivint teatre i guions o diàlegs de cinema. La seva novel·la més popular va ser La Nimfa Constant (The Constant Nymph), traduïda al català per Rafel Tasis i publicada a Badalona l'any 1931. Una altra obra d'èxit va ser La festa (1949), publicada en català per Navona, inspirada en els pecats capitals.